# Tunjungmuli
Tunjungmuli is een bestuurslaag in het regentschap Purbalingga van de provincie Midden-Java, Indonesië. Tunjungmuli telt 9728 inwoners (volkstelling 2010).